# O Absolutismo — A Ascensão de Luís XIV
O Absolutismo — A Ascensão de Luís XIV (título original — La prise de pouvoir par Louis XIV) é um filme, como o título sugere, sobre a consolidação do reinado de Luís XIV, também conhecido como “Rei Sol”, paradigma do absolutismo e da consolidação do Estado nacional europeu. Obra francesa de 1966 dirigida por Roberto Rossellini, diretor conhecido por seus filmes neorrealistas, e produzida para a televisão. O filme foi escrito pela dupla Philippe Erlanger e Jean Gruault. Talvez por ter sido exibido também no cinema, esse é o mais conhecido de uma série de filmes didáticos realizados pelo diretor para serem exibidos na televisão. Ele se inicia com a doença do cardeal Jules Mazarin, e aborda as estratégias políticas e simbólicas empregadas pelo jovem monarca para coibir o poder da aristocracia, e centralizar o poder, com a ajuda do jovem ministro Colbert.
O filme surgiu através de um desejo de Rossellini de criar para um ambiente diferente do cinema. A televisão era relativamente nova e ainda era um território quase inexplorado e cheio de possibilidades, que o diretor imaginou poderia vir a ser um meio adequado para uma proposta de conhecimento e saber.
Lançado no segundo semestre de 1966, foi o único filme da fase didática de Rossellini a estrear no cinema, além de na televisão. O sucesso de público e de crítica de A Ascensão de Luís XIV foi o que firmou a parceria do diretor com a ORTF (Office de Radiodiffusion e Télévision Française), alavancou novamente o prestígio de Roberto Rossellini na emissora italiana R.A.I (Radio Audizione Italia) possibilitando a continuidade de seus projetos enciclopédicos

## Enredo
Na França de 1661, o regente Cardeal Mazarin morre, e o Rei Luís XIV, agora com idade suficiente, assume o poder. O Rei tinha 23 anos e esperava-se que o governo fosse comandado por superintendentes, mas Luís XIV decide exercer o poder diretamente. Para ajudá-lo, o homem de confiança será o conselheiro fiscal de Mazarin, Jean-Baptiste Colbert, que inicia sua parceria com o rei alertando sobre os prejuízos gerados pelo superintendente das finanças, Nicolas Fouquet, que vinha saqueando sistematicamente o tesouro. Fouquet também é um homem obstinado em ocupar o cargo de primeiro-ministro, e para isso, tenta subornar a amante do rei para que ela se torne sua aliada. Porém, a mulher relata a situação para Luís XIV, que, já aconselhado por Colbert, decide destituir o traidor do cargo e o faz ser preso sob a acusação de ter abusado do seu cargo para cometer prejuízos contra o Estado.
Luís e Colbert se tornam grandes parceiros, e enquanto o Rei constrói o enorme Palácio de Versalhes para acomodar a aristocracia ao seu redor e sob seu controle, o conselheiro empreende reformas administrativas e financeiras. Luís consolida o poder central, retira o domínio dos senhores feudais das províncias e cria simbologia baseada em rituais e roupas que diferenciam o rei de seus pares aristocratas.

## Elenco
- Jean-Marie Patte como Luís XIV[1]
- César Silvagni como Cardeal Mazarin[1]
- Raymond Jourdan como Jean Baptiste Colbert[1]
- Katharina Renn como Ana da Áustria[1]
- Pierre Barrat como Nicolas Fouquet[1]
- Dominique Vincent como Madame Du Plessis[1]
- Fernand Fabre como Michel Le Tellier[1]
- Françoise Ponty como Luísa de La Vallière[1]
- Joëlle Laugeois como Maria Teresa[1]
- Maurice Barrier como D'Artagnan[1]

## Produção

### Pré-produção
A Ascensão de Luís XIV é um filme que faz parte da enciclopédia histórica de Rossellini, onde o foco das produções foi em transmitir conhecimento e retratar momentos históricos focando em figuras importantes, mostrando não sua grandiosidade, mas as características do personagem, suas atividades cotidianas, incluindo fragilidades. Nessa fase, Rossellini cria apreço pela pedagogia de Comenius, recusa a ficção, escreve muitos artigos exibindo seu projeto, e então pratica seus ideais com os telefilmes. Imagina a televisão como uma moldura para narrar fatos e criar uma realidade imediata para os telespectadores.
Durante 1952, o governo italiano fundou a R.A.I (Radio Audizione Itália), uma difusora estatal de rádio e televisão que inicialmente receberia uma concessão de vinte anos. Esse projeto casa com as ambições de Rossellini, pois sua criação tem o objetivo de explorar o potencial educativo da televisão, assim como o cineasta acreditava que a linguagem televisiva era principalmente pedagógica, bastavam certas adequações. Essas adaptações seriam necessárias para restaurar o objetivo principal da evolução técnico-científica — levar mais conhecimento para mais pessoas de forma facilitada — que estava sendo corrompido pelo entretenimento de circo. 

### Filmagens
Os filmes históricos são naturalmente mais caros, exige-se decoração, vestimentas, cenografia específicos e bem trabalhados. Porém, o orçamento disponibilizado pela R.A.I era baixo, e a experiência de Rossellini foi fundamental para que os filmes fossem bem produzidos mesmo assim. Durante as filmagens, o cineasta utilizava vários artifícios para baratear os custos, como por exemplo o uso extenso de planos-sequência — diminuindo tempo de filmagem e montagem —, algo que já era comum em seus filmes para o cinema. Além disso, costumava usar o teleponto no set para auxiliar os atores nas falas. Outro mecanismo que ele utilizou foi a ilusão de ótica através do processo de Schüfftan, um jogo de espelhos que transformava pequenas maquetes em grandes cenários, podendo, por exemplo, representar o Palácio de Versalhes na cena final de Luís XIV.
Para além da questão financeira, Rossellini pensava na estética que ele gostaria de adotar na televisão, então vários estilismos foram introduzidos nas filmagens de A Ascensão de Luís XIV. Por exemplo, todos os atores eram vistos como porta-vozes de uma figura histórica, e não poderiam representar ou encenar, então, nota-se nas falas e nos gestos uma frieza proposital, para que o público entendesse que aquelas pessoas na televisão eram diferentes da figura histórica, serviam apenas como veículos. Para distanciar mais ainda o ator da personagem, era comum a utilização de dubladores para cobrir a voz original dos intérpretes, e o filme sobre Luís XIV vai ser o único — dessa fase do projeto pedagógico — a não utilizar este recurso, preservando o som capturado em sincronia com a filmagem.
Em relação a construção da cena, a prioridade de Rossellini era acompanhar os personagens. Os artifícios cinematográficos pouco eram usados afim de afirmar ou sugerir uma ideia, o cineasta renuncia à dramaturgia tradicional e à criação de suspense e dispensa grandes ações. O travelling, por exemplo, servia para seguir os movimentos dos atores, o zoom era utilizado para enfatizar as falas, as cenas eram pouquíssimo segmentadas. A decupagem da fase neorealista, com a ausência de campo e contra-campo se mantem em um filme que procura transmitir a duração do deslocamento, por exemplo, do rei nos corredores do palácio até os aposentos do cardeal. Rossellini filma acontecimentos corriqueiros, os médicos que cheiram a urina do doente para avaliar seu estado de saúde; a camareira que dorme no chao à porta dos aposentos reais, o acordar do casal real assistido por membros da corte, enfim, opções que procuram sugerir como era o cotidiano da corte em outros tempos, por vezes beirando a escatologia em detrimento do glamour.

## Recepção

### Crítica
A crítica a respeito de O absolutismo — Ascensão de Luís XIV, foi favorável ao mesmo, embora a opção pela encenação distanciada por atores pouco conhecidos tenha gerado estranhamento. O crítico Andrew Sarris em 1967 observou que “Muitos na audiência do Festival de Cinema de Nova York ficaram desapontados com a falta de exuberância”. A audiência esperava algo que se aproximasse do que o cinema havia proporcionado durante anos, mas a ideia de Rossellini era justamente trazer algo novo. E, apesar da desconfiança pública, o filme foi bem recebido, principalmente pelo público europeu, e como o filme conseguiu quebrar a barreira que é o Oceano Atlântico e chegar nos Estados Unidos, consolidou a parceria entre Rossellini e a emissora pública italiana R.A.I que seria a responsável por transmitir seus outros filmes didáticos.
Com o passar das décadas, a fortuna crítica da obra cresceu. Em 1988 o crítico francês Serge Daney observa ser uma pena que a televisão não tenha seguido o caminho proposto por Rossellini “Se a televisão não fosse o desastre piegas a que estamos muito bem acostumados, ela acomodaria com mais frequência imagens como as de La Prise de pouvoir par Louis XIV (1966)”.
Na crítica mais recente, Ascensão de Luís XIV é quase uma unanimidade. Ao abordar  o filme em uma matéria para o jornal O Estado de S. Paulo, Luiz Zanin, jornalista e crítico de cinema brasileiro, descreve o filme como uma extraordinária lição de História, dada com todo o rigor e despojamento. Rossellini dedicou anos de sua carreira na criação de uma base para que a televisão fosse um objeto de aprendizado que chegasse igualmente a toda população, se esse sonho não foi concretizado ao menos serviu para presentear ao mundo com O Absolutismo — A Ascensão de Luís XIV, obra que ao longo das décadas continua impressionando quem a assiste.

### Reconhecimento
O Absolutismo — A Ascensão de Luís XIV, agradou boa parte da crítica e do público, porém a obra fazia parte do Projeto Pedagógico de Rossellini, que não obteve o sucesso esperado, já que a televisão não se tornou uma fonte de conhecimento puro, livre de qualquer condicionamento ideológico como o próprio acreditava que poderia ser. E suas declarações a respeito do cinema e da arte de maneira geral, como, por exemplo, “A sociedade moderna e a arte moderna têm destruído o homem"; soaram como um ataque para muitos cineastas e cinéfilos e geraram críticas igualmente ácidas a respeito de sua carreira, como a resposta de Tag Gallagher, as afirmações de Rossellini de ir além do cinema de arte: são "hipocrisia patente", “Ele queria fazer não-arte, mas só teve sucesso na arte.”
Porém, quando observamos resultados imediatos, Roberto Rossellini conseguiu realizar algo do que se propôs. Seus filmes possuíam grande audiência, A Ascensão de Luís XIV obteve 8,6 milhões de espectadores e ainda não foi a maior audiência de Rossellini, que conseguiu alcançar 16 milhões com o filme sobre o matemático Blaise Pascal. Para além do número de espectadores, os filmes continuam sendo reproduzidos e analisados como grandes feitos cinematográficos.

Ao falar de O Absolutismo — A Ascensão de Luís XIV é impossível ignorar que o filme teve seu reconhecimento em diversos festivais de cinema ao redor do mundo. Desde sua estreia em 1966 no Festival de Filmes de Veneza, ele participou de diversos festivais ao longo das décadas. Entre eles: Festival Internacional de Cinema de Roterdão em 1972; Festival Internacional de Cinema de Locarno em 1988, 1995 e 2002; Cinéma du Réel em 2020. Essas datas demonstram que mesmo com o passar das décadas o filme é repetidamente lembrado para ser homenageado mais uma vez.